# Lupin III (videogioco)
Lupin III (ルパン三世?, Rupan Sansei) è un videogioco arcade edito dalla Taito nel 1980, nonché il primo nel suo genere a essere basato su una serie di manga e anime, in questo caso del popolare eponimo personaggio ideato da Monkey Punch. Diede inizio a una moltitudine di titoli (casalinghi e non) su di lui incentrati.
Esso trae ispirazione da Manbiki Shōnen, il primo titolo stealth videoludico, amatorialmente elaborato per mezzo di un home computer PET 2001 nel 1979.
È stato emulato per la prima volta nel 2022 sul Taito Egret II Mini, un cabinato miniaturizzato dedicato al retrogaming contenente circa settanta preinstallati classici della compagnia. Infine esistono due porting non ufficiali per MZ-80K (col linguaggio BASIC) ed FM-7, entrambi intititolati Lupin The 3, usciti solo in Giappone rispettivamente nel 1981 e nel 1983.

## Modalità di gioco
Ci si impersona nel famoso ladro gentiluomo Lupin III, il cui suo scopo è mettere a segno un furto in banca rubando otto depositati sacchi di denaro. L'interno di tale banca è strutturato in un unico schema labirintico a schermata fissa con visuale sopraelevata. Il giocatore in altre parole deve aiutare lui a prendere quei sacchi, posti tutti nella parte superiore, e portarli uno o due alla volta verso quella inferiore senza farlo catturare dai nemici presenti, che nel corso della partita diventeranno numerosi e sempre più veloci.
Il gruppo di nemici è composto dall'ispettore di polizia, il quale costantemente segue la traiettoria del protagonista, dalla sentinella che vigila l'area da cima a fondo e, per ultimo, dal cane, di guardia alla parte appunto inferiore muovendosi da sinistra a destra e viceversa.
Se un nemico si avvicina troppo a Lupin o se quest'ultimo viene circondato si può teletrasportarlo, però non nel modo casuale, e così facendo provoca il dimezzamento dei 2000 punti extra, aggiunti al proprio punteggio base a livello superato; il valore effettuando quattro volte questa funzione è 0.
Dopo aver compiuto il furto, si sussegue il principale intermezzo in cui mostra il ladro arrivare con la sua auto al parco e dare il bottino alla fidanzata Fujiko Mine, che, insoddisfatta, ordina di rubarne altri finché ne sarà sempre (andando avanti coi livelli) pienamente entusiasta, al punto da dichiarargli il suo amore e ad avere persino dei figli.
Quando una vita tra le due a disposizione è perduta appare l'immagine di egli rinchiuso dietro le sbarre, ma, al game over una volta esaurite, nell'apposita scena viene arrestato e portato via per le catene dalla polizia.

## Colonna sonora
L'arrangiamento a 8 bit di Rupan Sansei no Theme è ascoltabile durante gli ultimi secondi di tempo segnati dai 4000 punti bonus che decrescono.